# Gradierte Schichtung
Die gradierte Schichtung ist ein Gefügemerkmal bestimmter Sedimentgesteine, bei dem die Größe der Sedimentpartikel von der Schichtbasis zur Oberseite hin abnimmt.

## Entstehung
Viele Sedimente und Sedimentgesteine (Kies, Sandstein, Schluff) entstehen durch Absatz von Partikeln in Wasser unter wechselnden Strömungsbedingungen. Die vertikale Differenzierung der gradierten Schichtung entsteht dadurch, dass die größeren Sedimentanteile bei gegebener Strömungsgeschwindigkeit schneller zu Boden sinken als die kleineren. Verringert sich die Strömungsgeschwindigkeit, sedimentieren immer kleinere Partikel auf die darunterliegenden größeren. 
Neben unterschiedlicher Strömungsgeschwindigkeit kann gradierte Schichtung auch durch Änderung der Viskosität des Transportmediums verursacht sein; bei rein geologischen Vorgängen ist dieser Effekt aber weniger bedeutend.

## Geologische Rückschlüsse
Wird in einem Sedimentgestein gradierte Schichtung beobachtet, erlaubt dies – auch bei tektonisch gestörten oder überkippten Formationen – eine klare Aussage über das „oben – unten“ der Ablagerungsfolge (ähnlich wie das Geopetalgefüge und andere Oben-Unten-Kriterien).
Horizontale und vertikale Variation der Korngrößenverteilung lässt darüber hinaus Rückschlüsse auf veränderte Strömungsbedingungen während der Ablagerung zu.

## Typische Gesteine

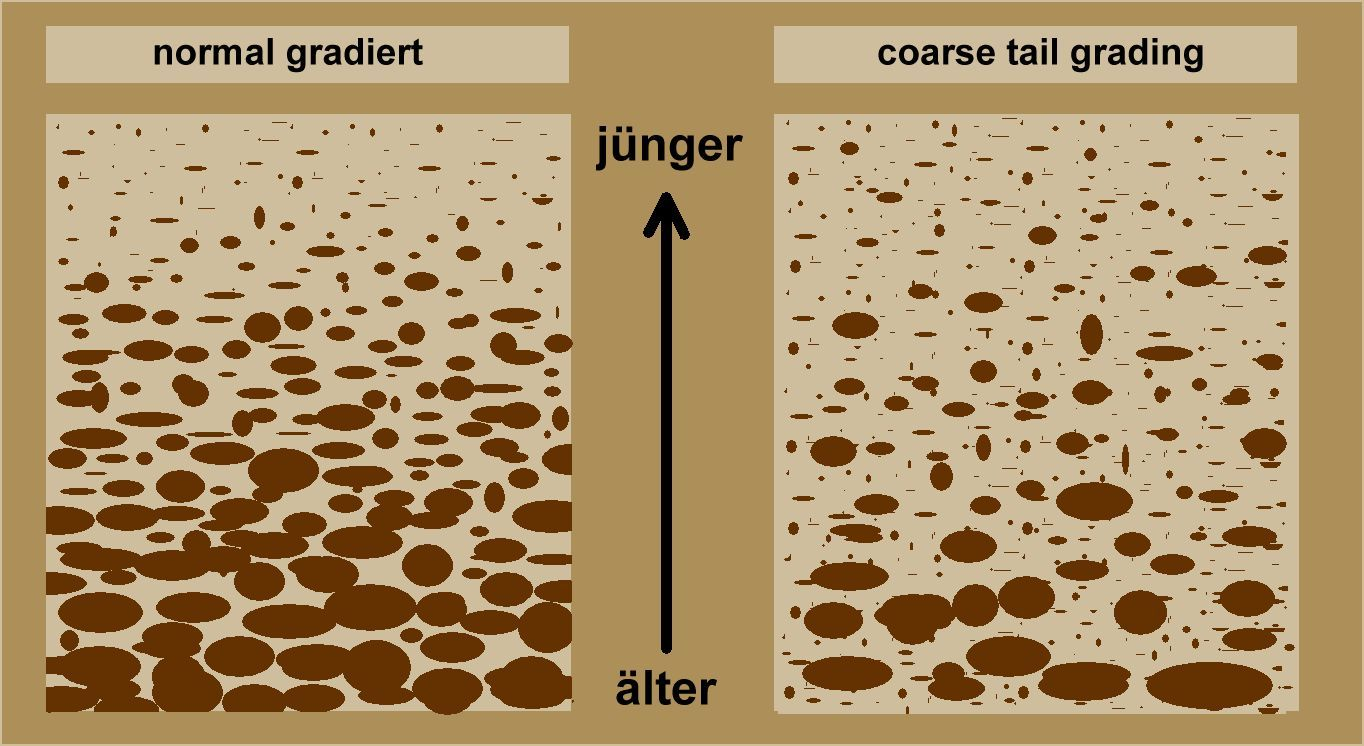
Coarse tail grading

Gradierte Schichtung kann in verschiedenen klastischen Sedimenten auftreten. Typische Vertreter sind die oft im Flysch auftretenden Grauwacken und Turbidite.
Neben der Gesamtdifferenzierung grob-fein kommt es auch vor, dass nur die größeren Partikel nach oben hin abnehmen, während feinere, weitgehend gleichmäßige Körnung eine von oben nach unten durchgängige Grundmatrix bildet. In diesem Fall spricht man von „coarse tail grading“.